# Інгеборг Тотт

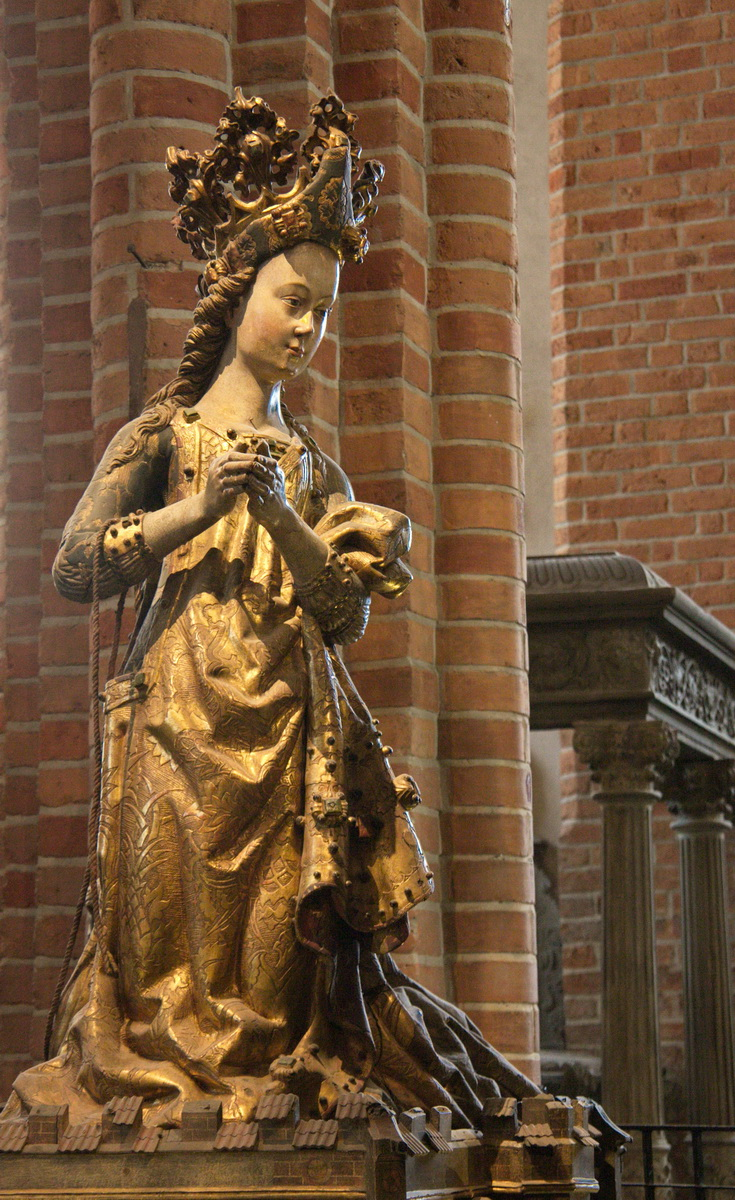
Вважається, що Інгеборг Тотт є моделлю для обличчя принцеси/дівини Святого Георгія і Дракона Бернта Нотке в Сторкіркані в Стокгольмі.

Леді Інгеборг Окесдоттер Тотт або «Інгеборг Агесдоттер з Тотта» (пом. у грудні 1507), за життя звана Інгеборг Окесдоттер або просто Фру Інгеборг (леді Інгеборг) - шведська шляхтанка, дружина шведського регента Стена Стуре старшого (правління 1470–97 і 1501–03). Вона мала феод Хяме у Фінляндії. Інгеборг діяла як фактична королева Швеції понад три десятиліття і брала участь у державних справах під час правління свого чоловіка.

## Раннє життя
Інгеборг була дочкою данського шляхтича і риксрода Ааге Аксельсона Тотта (1405–1477), губернатора замку Еребру у Швеції, і шведської шляхтанки Марти Бенгтсдоттер із родини Вінсторпа (пом. 1480). На той час вона належала до еліти дансько-шведської знаті і мала спорідненість із сумнозвісною Брітою Тотт.
У 1464 році вона була заручена із норвезьким шляхтичем Гансом Сігурдсеном, сином норвезького дротса, благородного Сігурда Йонсена, але він помер до їхнього одруження. У 1467 році вона вийшла заміж за шведського шляхтича Стена Стуре-старшого. У шлюбі не було спадкоємців. Стен Стуре був племінником короля Швеції Карла VIII через свою матір, а дядько Інгеборг по батьковій лінії, Івар Аксельссон Тотт, був зятем Карла VIII від його шлюбу з принцесою Магдаленою Шведською.

## Дружина регента
У 1470 році Стен Стуре-старший був обраний регентом Швеції після смерті свого дядька Карла VIII. У той час як Стен став королем у всьому, крім імені, його дружині рівною мірою присвоїли посаду королеви за всіма, крім імені, як першої леді за рангом при шведському дворі. Суд Стена та Інгеборг був описаний як веселий.
У 1476 році їй було надано рівну спадщину, як і її братам після батьків.

### Політичний вплив
Інгеборг описували як мудру, сміливу та інтелектуально здібну героїню та рівноправну з чоловіком. Шлюб був описаний як щасливий. У листуванні між регентом Стеном та Інгеборг регент називав її Min kära hjärtans stallbroder («найдорожчий друг і товариш мого серця») і їй доручено брати участь у державних справах. Інгеборг стала відомою своєю лояльністю щодо Стена і Швеції проти своєї країни народження Данії. За відсутності Стена Інгеборг, згідно з літописами, мудро керувала фортецями та графствами. Її політична причетність очевидна з листування зі Стеном. У 1503 році, наприклад, зберігся лист із повідомленням, що він отримав її звіт, що має відбутися зустріч між Ганзейським союзом і данським монархом, відомості, які вона витягла з корабля з Любека, і він передав їй завдання з'ясувати, коли і де мала відбутися ця зустріч.
Під час битви під Брункебергом у 1471 році Інгеборг скликала бідняків Стокгольма до королівського замку Тре Кронор, де вона роздавала їм їжу в обмін на їхні молитви про перемогу шведів над данцями, після чого вона та її фрейліни спостерігали за битвою з замкової стіни, молячись про перемогу.
У 1483 році, під час відсутності регента на Готланді, у Стокгольмі відбувся заворушення, коли шляхетний Стен Крістіанссон Оксенстіерна вбив простолюдина, і громадськість намагалася його лінчувати як відплату. З цієї нагоди Інгеборг вийшла на вулицю, намагаючись заспокоїти ситуацію, але вона впала на землю і майже була затоптана в натовпі. Після повернення регента цей випадок настільки його схвилював, що рада не дозволила йому помститися місту. Як повідомляється, його попередження місту Стокгольму з цього приводу зберегло мир у місті до кінця його правління.

### Меценатство
Інгеборг виявляла інтерес до науки, теології та освіти. У 1477 році вона заохочувала заснувати перший світський університет у Швеції, Уппсальський університет. Вона була меценаткою науки та літератури, давала пожертви на фінансування бібліотек, друкування та перекладів книг. Інгеборг замовила De dignitate et utilitate psalteriibeatae Mariae virginis Аланус де Рупе, який був завершений у 1498 році. Вона також цікавилася релігією, виступала і як покровителька ордену кармелітів, як благодійниця монастиря кармелітів Варберг, який був заснований її батьком. У 1493 році вона була патроном першого монастиря картузіанського ордену в Швеції, монастиря картузіан Маріфред.

### Інтерлюдія та друге регентство
У 1497 році номінальний союз з Данією знову став фактом, коли королем Швеції був обраний король Данії Юган. Таким чином, Стен втратив посаду регента. Стен та Інгеборг виїхали до Фінляндії, де вони проводили великий суд у замку Тавастехус.
У 1501 році Юган, король Данії, був скинутий як король Швеції в результаті повстання, а Стен Стуре знову став регентом Швеції. Стокгольм, який захищала від повстанців королева Данії Крістіна Саксонська, здався шведським військам після облоги 9 травня 1502 року. Після капітуляції королева Крістіна віддалася леді Інгеборг, яка зустріла королеву біля воріт замку, і супроводила її до абатства Вадстена, де вона мала бути ув’язненою. Через участь її чоловіка в повстанні проти данського монарха маєтки Інгеборг в Данії, які вона успадкувала від батьків, були конфісковані данською короною.

### Смерть Стена Стуре
Регент Стен Стуре помер у Йончепінгу 14 грудня 1503 року, повертаючись додому після того, як супроводжував королеву Крістіну назад до Данії. Леді Інгеборг у той час була в Стокгольмі і спочатку не знала про його смерть. Його лікар, Геммінг Ґад, не допустив звістки про його смерть, і замість цього повідомив Сванте Стуре в замку Стегеборг, родича Стена Стуре, який у той час був у конфлікті зі Стеном через його амбіції бути обраним регентом. Мета полягала в тому, щоб Сванте Стуре обрали регентом без будь-яких проблем ні з боку данського монарха, ні з боку Інгеборг та її послідовників.
Існували занепокоєння, що Інгеборг, яка від імені свого чоловіка командувала фортецями Швеції та Фінляндії, зокрема Стокгольмом і Кальмаром, виступила б проти регента Сванте, налаштувавши гарнізони цих твердинь проти нового режиму. Вважалося, що вона могла б легко це зробити, якби її повідомили про смерть Стена до того, як гарнізонам було виплачено плату, яка насправді мала бути в цей час: платня гарнізону замку Кальмар на той час була на шляху до Кальмара, але коли кур’єр з Інгеборг почув про Стена, він зупинився. Ґад порадив Сванте наказати приховати смерть регента Стена від Інгеборг, доки платіж не дійде до Кальмара, щоб він затримав кур'єра з Інгеборг, і що, якщо вона сама вирішить поїхати до Кальмара, її слід зупинити в будь-який спосіб. Смерть регента Стена приховувалась до останнього моменту, щоб перешкодити Інгеборг та її послідовникам вжити будь-яких дій: труп Стена було заховано під час повернення до Стокгольма, а слуга, схожий на Стена, був одягнений, щоб видавати себе за нього, поки вони досягли столиці. Таким чином, леді Інгеборг не була повідомлена про смерть свого чоловіка, доки партія опизиції не прибула до столиці, і, таким чином, була не в змозі вжити будь-яких заходів.

## Пізніше життя
У січні 1504 р. Сванте Стуре був обраний регентом Швеції. Інгеборг дійсно передала йому фортеці замків Швеції та Фінляндії, але тільки після того, як вона звільнила їх від зброї та припасів гарнізону.
Будучи вдовою, Інгеборг отримала замок Хяме у Фінляндії, щоб керувати ним як власним феодальним володінням. У 1505 році її право як коменданки замку було поставлено під сумнів радою, яка надіслала до неї дружину її племінниці Фольке ҐреҐерінполку, щоб вона звільнила її з посади комендантки. Інгеборг зачинила перед ним ворота, кинула виклик раді і заявила, що у замку будуть два господарі. Її підтримала громадськість і частина знаті, що змусило Фольке Ґреґерінполці відступити. Як комендантка замку, вона керувала судовими приставами та губернаторами місцевості. Інгеборг померла в грудні 1507 року.

## Спадщина
Принцеса в групі скульптур «Святий Георгій і дракон» у Сторкіркані в Стокгольмі, які були створені в 1471–1475 рр., вважається носить риси Інгеборг.